# Ambrogio Benzone
Ambrogio Benzone, o Ambrosius Benson in fiammingo, (Lombardia, 1495 circa – Bruges, 1550), è stato un pittore italiano, di origine lombarda, attivo a Bruges.

## Biografia
Si ignorano la data precisa e il luogo della nascita, che si ipotizza sia avvenuta in Lombardia. Dovette trasferirsi piuttosto giovane a Bruges nelle Fiandre.
Inizialmente fu allievo del pittore Gerard David, dal quale venne profondamente influenzato, ma i rapporti con il suo maestro dovettero successivamente guastarsi ed è documentata una causa intentata dal Benzone contro di lui.
Nel 1518 aveva preso la cittadinanza di Bruges, modificando il suo nome con quello di Ambrosius Benson, con il quale firmò tutte le sue opere e nel 1519 venne ammesso nella gilda cittadina degli artisti e pittori. Fu membro per tre volte del consiglio della città.
Ebbe fortuna come pittore: ebbe per due volte la commissione dai magistrati cittadini per la decorazione della nuova sala civica e arrivò a possedere diverse case, per una delle quali diede in parziale pagamento otto suoi dipinti.
Dalla prima moglie, Anna Ghyselin, ebbe due figli, Willem (1521 o 1522 - 1574) e Jean (nato prima del 1530 e morto prima del 1581), entrambi pittori. Ebbe inoltre una figlia, Anna, dal secondo matrimonio con Josyne Michiels, e due figlie illegittime.

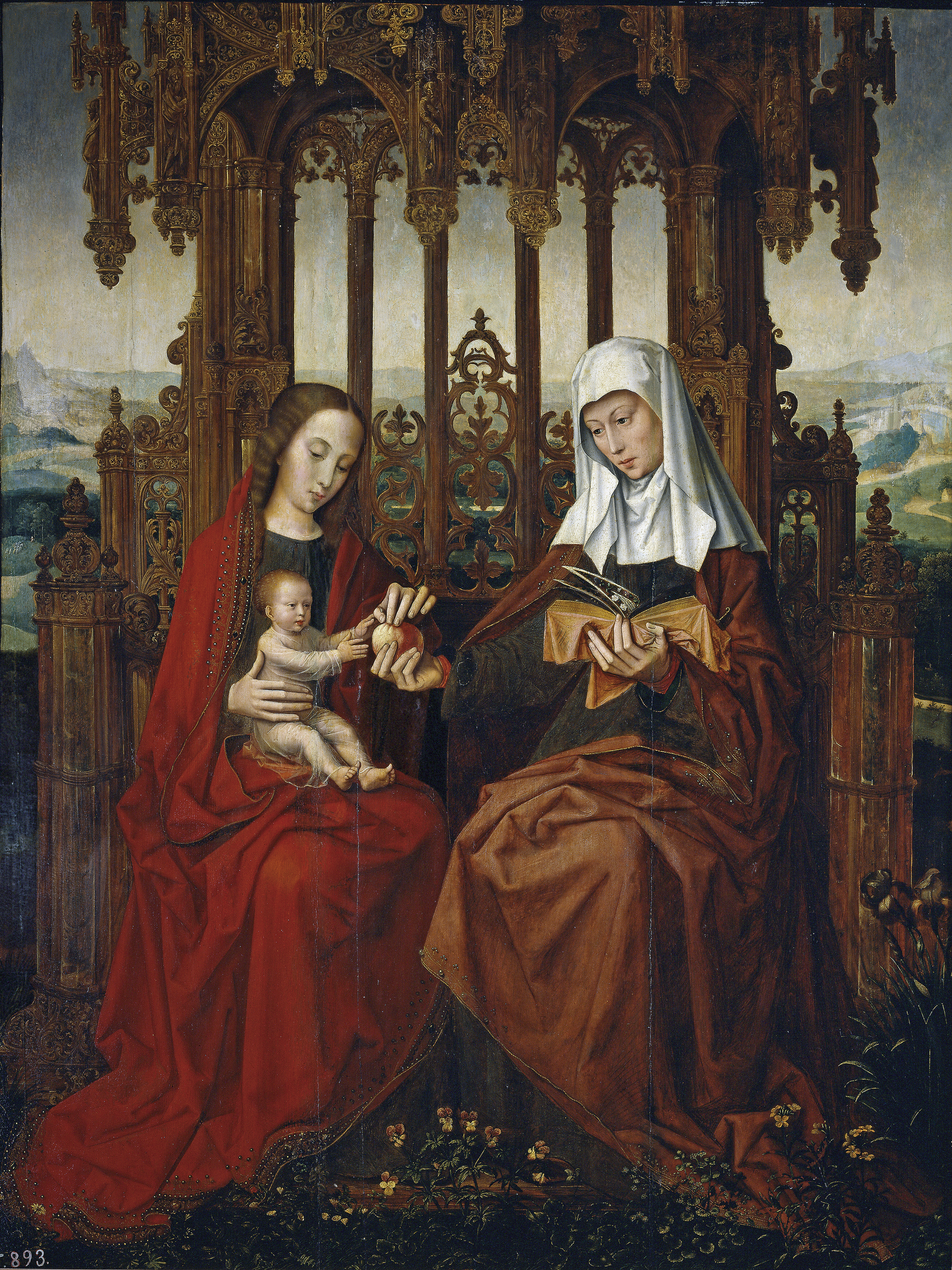
Parentela di sant'Anna

Morì nel 1550.

## Opere
- Maddalena leggente, 1520 circa, Londra, National Gallery
- Ritratto d'uomo, 1525, Philadelphia, Museum of Art
- Madonna col Bambino e angeli, 1527, Palazzo Madama
- San Tommaso e un donatore, 1528, Museo del Prado
- Parentela di sant'Anna, 1528 circa, Madrid, Museo del Prado
- Trittico della deposizione , 1530, Segovia, Cattedrale
- Resurrezione, 1530 - 1535, Museo Catedralicio de Burgos
- Sacra famiglia, Norimberga
- Concerto campestre (attr.), Como, Musei civici